# Veier Head
Das Veier Head ist eine hoch aufragende und verschneite Landspitze an der Oskar-II.-Küste des Grahamlands im Norden der Antarktischen Halbinsel. Sie trennt am südlichen Ende der Veier-Halbinsel, eines Abzweigs der Jason-Halbinsel, die Einfahrt zum Adie Inlet im Westen von derjenigen zum Stratton Inlet im Osten. 
Søren Andersen, Erster Maat an Bord der Jason bei der Antarktisfahrt (1892–1894) des norwegischen Walfangunternehmers und Antarktisforschers Carl Anton Larsen, der sie seinerseits irrtümlich für eine Insel hielt, entdeckte sie am 9. Dezember 1893 und benannte sie als Veier Øen (norwegisch für Veier-Insel). Namensgeber ist Andersens Heimatort Veierland in Vestfold. Das UK Antarctic Place-Names Committee übertrug diese Benennung 1958 in angepasster Form ins Englische. Der deutsche Ständige Ausschuss für geographische Namen führt das Objekt unter dem Namen Wetterinsel, was möglicherweise einer falschen Übersetzung von Veier Øen zuzuschreiben ist.